# Álvaro Obregón (gemeente)
Álvaro Obregón is een van de zestien gemeentes van Mexico-Stad. Het heeft 759.137 inwoners (2020) en ligt in het westen van de stad.
De gemeente, vroeger een district binnen het Federale District van Mexico, heette oorspronkelijk San Ángel, dat tegenwoordig een wijk binnen de gemeente is. Het district werd later hernoemd naar president en revolutionair Álvaro Obregón, die hier in 1928 werd vermoord.
Andere wijken zijn Chimalistac en Jardines del Pedregal.